# 신사흰
신사흰(1992년 4월 23일 - )은 대한민국의 육상 선수이다.
2010년 10월 10일 제91회 전국체육대회 여자 고등부 3000m 장애물 경기에 강원도 대표로 참가해 2008년 최경희가 세운 한국 기록(10분24초74)을 7초11이나 단축시킨 10분17초63으로 3연패했다.